# Sông Blaise
Sông Blaise (tiếng Pháp: la Blaise) là một sông dài 85,7 km (53,3 mi) ở các tỉnh Haute-Marne và Marne, đông bắc Pháp. Sông có nguồn ở Gillancourt, chảy theo hướng tây bắc. Đây là chi lưu bên trái của sông Marne.

## Các tỉnh và xã nằm dọc theo sông
Tính từ nguồn đến cửa: 
- Haute-Marne: Gillancourt, Blaisy, Juzennecourt, Lachapelle-en-Blaisy, Lamothe-en-Blaisy, Colombey-les-Deux-Églises, Curmont, Guindrecourt-sur-Blaise, Daillancourt, Bouzancourt, Cirey-sur-Blaise, Arnancourt, Doulevant-le-Château, Dommartin-le-Saint-Père, Courcelles-sur-Blaise, Dommartin-le-Franc, Ville-en-Blaisois, Doulevant-le-Petit, Rachecourt-Suzémont, Vaux-sur-Blaise, Montreuil-sur-Blaise, Brousseval, Wassy, Attancourt, Louvemont, Allichamps, Humbécourt, Éclaron-Braucourt-Sainte-Livière
- Marne: Landricourt, Sainte-Marie-du-Lac-Nuisement, Hauteville, Écollemont, Arrigny